# Fußball-Weltmeisterschaft 1958/Finalrunde
Die Finalrunde der Fußball-Weltmeisterschaft 1958:

## Übersicht
Mit dem Ende der Gruppenphase waren 8 Mannschaften für die Finalrunde qualifiziert:
| Gruppe 1          | Gruppe 2       | Gruppe 3    | Gruppe 4       |
| ----------------- | -------------- | ----------- | -------------- |
| 1. BR Deutschland | 1. Frankreich  | 1. Schweden | 1. Brasilien   |
| 2. Nordirland     | 2. Jugoslawien | 2. Wales    | 2. Sowjetunion |

## Spielplan Finalrunde
|  | Viertelfinale  | Viertelfinale |                |            | Halbfinale       | Halbfinale |  |  | Finale | Finale |
|  |                |               |                |            |                  |            |  |  |        |        |
|  |                |               |                |            |                  |            |  |  |        |        |
|  | BR Deutschland | 1             |                |            |                  |            |  |  |        |        |
|  | BR Deutschland | 1             |                |            |                  |            |  |  |        |        |
|  | Jugoslawien    | 0             |                |            |                  |            |  |  |        |        |
|  | Jugoslawien    | 0             | BR Deutschland | 1          |                  |            |  |  |        |        |
|  |                |               | BR Deutschland | 1          |                  |            |  |  |        |        |
|  |                | Schweden      | 3              |            |                  |            |  |  |        |        |
|  | Schweden       | Schweden      | 3              | 2          |                  |            |  |  |        |        |
|  | Schweden       |               |                | 2          |                  |            |  |  |        |        |
|  | Sowjetunion    | 0             |                |            |                  |            |  |  |        |        |
|  |                |               | Schweden       | 2          |                  |            |  |  |        |        |
|  |                |               |                | Brasilien  | 5                |            |  |  |        |        |
|  | Frankreich     | 4             |                |            |                  |            |  |  |        |        |
|  | Nordirland     | 0             |                |            |                  |            |  |  |        |        |
|  | Nordirland     | 0             | Frankreich     | 2          |                  |            |  |  |        |        |
|  |                |               | Frankreich     | 2          | Spiel um Platz 3 |            |  |  |        |        |
|  |                | Brasilien     | 5              |            |                  |            |  |  |        |        |
|  | Brasilien      | Brasilien     | 5              | 1          | BR Deutschland   | 3          |  |  |        |        |
|  | Brasilien      |               |                | 1          | BR Deutschland   | 3          |  |  |        |        |
|  | Wales          | 0             |                | Frankreich | 6                |            |  |  |        |        |
|  | Wales          | 0             |                |            | 6                |            |  |  |        |        |
|  |                |               |                |            |                  |            |  |  |        |        |

## Viertelfinale

### Frankreich – Nordirland 4:0 (1:0)
| Frankreich                                                         | Frankreich | Nordirland | Nordirland |
| ------------------------------------------------------------------ | --- | --- | ---------- |
| Frankreich                                                         | \| 1. Viertelfinale \| \| 19. Juni 1958 um 19:00 Uhr in Norrköping (Norrköpings Idrottspark) \| \| Zuschauer: 11.800 \| \| Schiedsrichter: Juan Gardeazábal ( Spanien) \| \| Spielbericht \|                   | \| 1. Viertelfinale \| \| 19. Juni 1958 um 19:00 Uhr in Norrköping (Norrköpings Idrottspark) \| \| Zuschauer: 11.800 \| \| Schiedsrichter: Juan Gardeazábal ( Spanien) \| \| Spielbericht \|       | Nordirland |
| Frankreich                                                         | Claude Abbes – Raymond Kaelbel, Robert Jonquet , André Lerond – Armand Penverne, Jean-Jacques Marcel – Maryan Wisnieski, Raymond Kopa, Just Fontaine, Roger Piantoni, Jean Vincent Cheftrainer: Albert Batteux | Harry Gregg – Willie Cunningham, Alf McMichael, Danny Blanchflower - Dick Keith, Billy Bingham – Wilbur Cush, Jimmy McIlroy, Peter McParland, Tommy Casey, Jackie Scott Cheftrainer: Peter Doherty | Nordirland |
| Frankreich                                                         | 1:0 Wisnieski (22.) 2:0 Fontaine (55.) 3:0 Fontaine (63.) 4:0 Piantoni (68.) | | Nordirland |
| 1. Viertelfinale                                                   | | |            |
| 19. Juni 1958 um 19:00 Uhr in Norrköping (Norrköpings Idrottspark) | | |            |
| Zuschauer: 11.800                                                  | | |            |
| Schiedsrichter: Juan Gardeazábal ( Spanien)                        | | |            |
| Spielbericht                                                       | | |            |

### Schweden – Sowjetunion 2:0 (0:0)
| Schweden                                          | Schweden | Sowjetunion | Sowjetunion |
| ------------------------------------------------- | --- | --- | ----------- |
| Schweden                                          | \| 2. Viertelfinale \| \| 19. Juni 1958 um 19:00 Uhr in Stockholm (Råsunda) \| \| Ergebnis: 2:0 \| \| Zuschauer: 31.900 \| \| Schiedsrichter: Reg Leafe ( England) \| \| Spielbericht \|                         | \| 2. Viertelfinale \| \| 19. Juni 1958 um 19:00 Uhr in Stockholm (Råsunda) \| \| Ergebnis: 2:0 \| \| Zuschauer: 31.900 \| \| Schiedsrichter: Reg Leafe ( England) \| \| Spielbericht \|                                   | Sowjetunion |
| Schweden                                          | Kalle Svensson – Orvar Bergmark, Sven Axbom, Nils Liedholm - Sigge Parling, Kurt Hamrin – Gunnar Gren, Agne Simonsson, Lennart Skoglund, Bengt Gustavsson, Reino Börjesson Cheftrainer: George Raynor ( England) | Lew Jaschin – Wladimir Kessarew, Konstantin Kryschewski, Boris Kusnezow – Juri Woinow, Walentin Iwanow – Nikita Simonjan , Sergei Salnikow, Anatoli Iljin, Wiktor Zarjow, Aleksandr Iwanow Cheftrainer: Gawriil Katschalin | Sowjetunion |
| Schweden                                          | 1:0 Hamrin (49.) 2:0 A. Simonsson (88.) | | Sowjetunion |
| 2. Viertelfinale                                  | | |             |
| 19. Juni 1958 um 19:00 Uhr in Stockholm (Råsunda) | | |             |
| Ergebnis: 2:0                                     | | |             |
| Zuschauer: 31.900                                 | | |             |
| Schiedsrichter: Reg Leafe ( England)              | | |             |
| Spielbericht                                      | | |             |

### Brasilien – Wales 1:0 (0:0)
| Brasilien                                       | Brasilien | Wales | Wales |
| ----------------------------------------------- | --- | --- | ----- |
| Brasilien                                       | \| 3. Viertelfinale \| \| 19. Juni 1958 um 19:00 Uhr in Göteborg (Ullevi) \| \| Zuschauer: 25.923 \| \| Schiedsrichter: Fritz Seipelt ( Österreich) \| \| Spielbericht \| | \| 3. Viertelfinale \| \| 19. Juni 1958 um 19:00 Uhr in Göteborg (Ullevi) \| \| Zuschauer: 25.923 \| \| Schiedsrichter: Fritz Seipelt ( Österreich) \| \| Spielbericht \|               | Wales |
| Brasilien                                       | Gilmar – De Sordi, Bellini , Orlando, Nílton Santos – Zito, Didi – Garrincha, Mazzola, Pelé, Zagallo Cheftrainer: Vicente Feola                                           | Jack Kelsey – Stuart Williams, Mel Hopkins, Derrick Sullivan – Mel Charles, Dave Bowen – Terry Medwin, Ron Hewitt, Ivor Allchurch, Cliff Jones, Colin Webster Cheftrainer: Jimmy Murphy | Wales |
| Brasilien                                       | 1:0 Pelé (66.) | | Wales |
| 3. Viertelfinale                                | | |       |
| 19. Juni 1958 um 19:00 Uhr in Göteborg (Ullevi) | | |       |
| Zuschauer: 25.923                               | | |       |
| Schiedsrichter: Fritz Seipelt ( Österreich)     | | |       |
| Spielbericht                                    | | |       |

### BR Deutschland – Jugoslawien 1:0 (1:0)
| BR Deutschland                                      | BR Deutschland | Jugoslawien | Jugoslawien |
| --------------------------------------------------- | --- | --- | ----------- |
| BR Deutschland                                      | \| 4. Viertelfinale \| \| 19. Juni 1958 um 19:00 Uhr in Malmö (Malmö Stadion) \| \| Zuschauer: 20.055 \| \| Schiedsrichter: Paul Wyssling ( Schweiz) \| \| Spielbericht \|                            | \| 4. Viertelfinale \| \| 19. Juni 1958 um 19:00 Uhr in Malmö (Malmö Stadion) \| \| Zuschauer: 20.055 \| \| Schiedsrichter: Paul Wyssling ( Schweiz) \| \| Spielbericht \|                                                                    | Jugoslawien |
| BR Deutschland                                      | Fritz Herkenrath – Herbert Erhardt, Erich Juskowiak, Horst Eckel, Horst Szymaniak – Georg Stollenwerk, Helmut Rahn – Fritz Walter, Aki Schmidt, Hans Schäfer , Uwe Seeler Cheftrainer: Sepp Herberger | Srboljub Krivokuća – Vasilije Šijaković, Tomislav Crnković, Branko Zebec - Miloš Milutinović, Dobrosav Krstić – Vujadin Boškov, Aleksandar Petaković, Todor Veselinović, Zdravko Rajkov, Radivoje Ognjanović Cheftrainer: Aleksandar Tirnanić | Jugoslawien |
| BR Deutschland                                      | 1:0 H. Rahn (12.) | | Jugoslawien |
| 4. Viertelfinale                                    | | |             |
| 19. Juni 1958 um 19:00 Uhr in Malmö (Malmö Stadion) | | |             |
| Zuschauer: 20.055                                   | | |             |
| Schiedsrichter: Paul Wyssling ( Schweiz)            | | |             |
| Spielbericht                                        | | |             |

## Halbfinale

### Frankreich – Brasilien 2:5 (1:2)
| Frankreich                                        | Frankreich | Brasilien | Brasilien |
| ------------------------------------------------- | --- | --- | --------- |
| Frankreich                                        | \| 1. Halbfinale \| \| 24. Juni 1958 um 19:00 Uhr in Stockholm (Råsunda) \| \| Zuschauer: 27.100 \| \| Schiedsrichter: Mervyn Griffiths ( Wales) \| \| Spielbericht \|                                         | \| 1. Halbfinale \| \| 24. Juni 1958 um 19:00 Uhr in Stockholm (Råsunda) \| \| Zuschauer: 27.100 \| \| Schiedsrichter: Mervyn Griffiths ( Wales) \| \| Spielbericht \| | Brasilien |
| Frankreich                                        | Claude Abbes – Raymond Kaelbel, Robert Jonquet , André Lerond – Armand Penverne, Jean-Jacques Marcel – Maryan Wisnieski, Raymond Kopa, Just Fontaine, Roger Piantoni, Jean Vincent Cheftrainer: Albert Batteux | Gilmar – De Sordi, Bellini , Orlando, Nílton Santos – Zito, Didi – Garrincha, Vavá, Pelé, Zagallo Cheftrainer: Vicente Feola                                           | Brasilien |
| Frankreich                                        | 1:1 Fontaine (9.) 2:5 Piantoni (83.) | 0:1 Vavá (2.) 1:2 Didi (39.) 1:3 Pelé (52.) 1:4 Pelé (64.) 1:5 Pelé (75.)                                                                                              | Brasilien |
| 1. Halbfinale                                     | | |           |
| 24. Juni 1958 um 19:00 Uhr in Stockholm (Råsunda) | | |           |
| Zuschauer: 27.100                                 | | |           |
| Schiedsrichter: Mervyn Griffiths ( Wales)         | | |           |
| Spielbericht                                      | | |           |

### BR Deutschland – Schweden 1:3 (1:1)
| BR Deutschland                                  | BR Deutschland | Schweden | Schweden |
| ----------------------------------------------- | --- | --- | -------- |
| BR Deutschland                                  | \| 2. Halbfinale \| \| 24. Juni 1958 um 19:00 Uhr in Göteborg (Ullevi) \| \| Zuschauer: 49.471 \| \| Schiedsrichter: István Zsolt ( Ungarn) \| \| Spielbericht \|                                          | \| 2. Halbfinale \| \| 24. Juni 1958 um 19:00 Uhr in Göteborg (Ullevi) \| \| Zuschauer: 49.471 \| \| Schiedsrichter: István Zsolt ( Ungarn) \| \| Spielbericht \|                                                | Schweden |
| BR Deutschland                                  | Fritz Herkenrath – Herbert Erhardt, Erich Juskowiak, Horst Eckel – Horst Szymaniak, Georg Stollenwerk – Helmut Rahn, Fritz Walter, Hans Schäfer , Uwe Seeler, Hans Cieslarczyk Cheftrainer: Sepp Herberger | Kalle Svensson – Orvar Bergmark, Sven Axbom, Nils Liedholm - Sigge Parling, Kurt Hamrin – Gunnar Gren, Agne Simonsson, Lennart Skoglund, Bengt Gustavsson, Reino Börjesson Cheftrainer: George Raynor ( England) | Schweden |
| BR Deutschland                                  | 1:0 H. Schäfer (24.) | 1:1 Skoglund (32.) 1:2 Gren (81.) 1:3 Hamrin (88.) | Schweden |
| BR Deutschland                                  | Platzverweis: E. Juskowiak (59.) | | Schweden |
| 2. Halbfinale                                   | | |          |
| 24. Juni 1958 um 19:00 Uhr in Göteborg (Ullevi) | | |          |
| Zuschauer: 49.471                               | | |          |
| Schiedsrichter: István Zsolt ( Ungarn)          | | |          |
| Spielbericht                                    | | |          |

## Spiel um Platz 3

### BR Deutschland – Frankreich 3:6 (1:3)
| BR Deutschland                                   | BR Deutschland | Frankreich | Frankreich |
| ------------------------------------------------ | --- | --- | ---------- |
| BR Deutschland                                   | \| 28. Juni 1958 um 17:00 Uhr in Göteborg (Ullevi) \| \| Zuschauer: 32.483 \| \| Schiedsrichter: Juan Regis Brozzi ( Argentinien) \| \| Spielbericht \|                                                                    | \| 28. Juni 1958 um 17:00 Uhr in Göteborg (Ullevi) \| \| Zuschauer: 32.483 \| \| Schiedsrichter: Juan Regis Brozzi ( Argentinien) \| \| Spielbericht \|                                                    | Frankreich |
| BR Deutschland                                   | Heinrich Kwiatkowski – Herbert Erhardt, Heinz Wewers, Horst Szymaniak – Georg Stollenwerk, Karl-Heinz Schnellinger – Hans Schäfer , Hans Cieslarczyk, Alfred Kelbassa, Hans Sturm, Helmut Rahn Cheftrainer: Sepp Herberger | Claude Abbes – Raymond Kaelbel, André Lerond, Maurice Lafont – Armand Penverne , Jean-Jacques Marcel – Maryan Wisnieski, Raymond Kopa, Just Fontaine, Yvon Douis, Jean Vincent Cheftrainer: Albert Batteux | Frankreich |
| BR Deutschland                                   | 1:1 Cieslarczyk (18.) 2:4 H. Rahn (52.) 3:5 H. Schäfer (84.) | 0:1 Fontaine (16.) 1:2 Kopa (27., Foulelfmeter) 1:3 Fontaine (36.) 1:4 Douis (50.) 2:5 Fontaine (78.) 3:6 Fontaine (89.)                                                                                   | Frankreich |
| 28. Juni 1958 um 17:00 Uhr in Göteborg (Ullevi)  | | |            |
| Zuschauer: 32.483                                | | |            |
| Schiedsrichter: Juan Regis Brozzi ( Argentinien) | | |            |
| Spielbericht                                     | | |            |

## Finale

### Schweden – Brasilien 2:5 (1:2)
| Schweden                                          | Schweden | Brasilien | Brasilien | Aufstellung                          |
| ------------------------------------------------- | --- | --- | --------- | ------------------------------------ |
| Schweden                                          | \| 29. Juni 1958 um 15:00 Uhr in Stockholm (Råsunda) \| \| Zuschauer: 49.737 \| \| Schiedsrichter: Maurice Guigue ( Frankreich) \| \| Spielbericht \|                                                             | \| 29. Juni 1958 um 15:00 Uhr in Stockholm (Råsunda) \| \| Zuschauer: 49.737 \| \| Schiedsrichter: Maurice Guigue ( Frankreich) \| \| Spielbericht \| | Brasilien | Aufstellung Schweden gegen Brasilien |
| Schweden                                          | Kalle Svensson – Orvar Bergmark, Sven Axbom – Reino Börjesson, Bengt Gustavsson, Sigge Parling – Kurt Hamrin, Gunnar Gren, Agne Simonsson, Nils Liedholm , Lennart Skoglund Cheftrainer: George Raynor ( England) | Gilmar – Djalma Santos, Bellini , Orlando, Nílton Santos – Zito, Didí – Garrincha, Vavá, Pelé, Zagallo Cheftrainer: Vicente Feola                     | Brasilien | Aufstellung Schweden gegen Brasilien |
| Schweden                                          | 1:0 Liedholm (4.) 2:4 A. Simonsson (80.) | 1:1 Vavá (9.) 1:2 Vavá (32.) 1:3 Pelé (55.) 1:4 Zagallo (68.) 2:5 Pelé (90.)                                                                          | Brasilien | Aufstellung Schweden gegen Brasilien |
| 29. Juni 1958 um 15:00 Uhr in Stockholm (Råsunda) | | |           |                                      |
| Zuschauer: 49.737                                 | | |           |                                      |
| Schiedsrichter: Maurice Guigue ( Frankreich)      | | |           |                                      |
| Spielbericht                                      | | |           |                                      |